# Marie Jean Pierre Pie Frédéric Dombidau de Crouseilhes
Marie Jean Pierre Pie Frédéric Dombidau de Crouseilhes également Jean-Pierre Pie Frédéric Marie Dombidau de Crouseilhes, baron, né le 11 juillet 1792 à Oloron (Pyrénées-Atlantiques) et mort le 19 février 1861 à Paris, est un avocat et homme politique français. Il est, notamment, ministre de l'Instruction publique et des Cultes d’avril à octobre 1851.

## Biographie
Après des études au collège Stanislas de Paris puis de droit à Paris, il est reçu avocat en 1812. Il devient avocat général à la cour royale de Pau.
Son mariage avec Clémentine-Louise-Henriette de Choiseul-Gouffier (Paris, 1er octobre 1775 - Macon, 22 novembre 1844), fille de l’ambassadeur Choiseul-Gouffier, nécessite sa présence à Paris. Il accède alors au rang de maître des requêtes au Conseil d'État en 1820, puis devient secrétaire général du ministère de la Justice en 1824.
Entré en 1828 à la Cour de cassation, il devient doyen de la chambre criminelle.
Le baron de Crouseilhes est le dernier propriétaire du château de Torcy. Il revendra le château en 1838 à un spéculateur qui le démolit pour vendre les matériaux et les dépendances.
Nommée baron-pair de France en 1845, il siège à la Chambre des pairs, puis est élu à l'Assemblée nationale législative de 1849 député des Basses-Pyrénées. Louis-Napoléon Bonaparte le choisit comme ministre de l'Instruction publique et des Cultes d’avril à octobre 1851.
Il siège ensuite de nouveau au Sénat (Second Empire), à partir de 1852.
Il est grand officier de la Légion d'honneur et grand-croix de l'ordre de Saint-Grégoire-le-Grand.
Il est décédé à Paris le 19 février 1861.